# 伊號第百八十五潛艦
伊号第一八五潜水舰（いごうだいひゃくはちじゅうごせんすいかん）是大日本帝国海军的一艘潜水艇。伊一七六型潜水舰的10号舰。

## 舰历
- 1942年2月9日 在横须贺海军工厂开工建造
  - 9月16日 下水
- 1943年9月23日 竣工
- 1944年1月5日 从佐世保出港
  - 1月12日 到达楚克岛
  - 2月1日 从拉包尔出港，运输物资
  - 3月10日 发生电池仓火灾事故
  - 3月22日 陀螺仪故障，取道楚克返回日本本土
  - 3月31日 在佐世保入港
  - 6月11日 韦瓦克輸送の為に呉を出港
  - 6月16日 为发动あ号作戦而前往塞班岛东面展开战线
  - 6月22日 在塞班岛海域遭到美军驱逐舰USS Newcomb, DD-586、扫雷舰USS Chandler, DD-206/DMS-9的攻击而沉没
  - 7月12日 确认已经沉没
  - 9月10日 除籍